# Williamstown (Pennsylvania)
Williamstown ist ein Borough im Dauphin County im US-Bundesstaat Pennsylvania in den Vereinigten Staaten. Das U.S. Census Bureau hat bei der Volkszählung 2020 eine Einwohnerzahl von 1.303 ermittelt. Die Stadt befindet sich ca. 63 km nordöstlich von Harrisburg. im 19. Jahrhundert wurde in der Stadt Anthrazitkohle abgebaut. Williamstown ist Teil der „Harrisburg–Carlisle–Metropolitan Statistical Area“.

## Demographie
Nach der Volkszählung im Jahr 2000 lebten hier 1433 Menschen in 611 Haushalten und 406 Familien. Die Bevölkerungsdichte betrug 2866 Einwohner pro km². Ethnisch betrachtet setzte sich die Bevölkerung zusammen aus 99,02 % weißer Bevölkerung, 0,14 % Afroamerikanern, 0,07 % amerikanischen Ureinwohnern, 0,21 % Asiaten, 0,07 % anderer Herkunft und 0,49 % Mischlinge. 0,35 % der Bevölkerung waren spanischer oder lateinamerikanischer Abstammung.
Von den 611 Haushalten hatten 25,7 % Kinder und Jugendliche unter 18 Jahre, die bei ihnen lebten. 49,3 % waren verheiratete, zusammenlebende Paare, 11,6 % waren allein erziehende Mütter und 33,4 % waren keine Familien. 29,0 % bestanden aus Singlehaushalten und in 15,9 % lebten Menschen im Alter von 65 Jahren oder darüber allein. Die Durchschnittshaushaltsgröße betrug 2,35 und die durchschnittliche Familiengröße lag bei 2,83 Personen.
Auf den gesamten Ort bezogen setzte sich die Bevölkerung zusammen aus 21,8 % Einwohnern unter 18 Jahren, 8,0 % zwischen 18 und 24 Jahren, 27,5 % zwischen 25 und 44 Jahren, 22,0 % zwischen 45 und 64 Jahren und 20,7 % waren 65 Jahre alt oder darüber. Das Durchschnittsalter betrug 40 Jahre. Auf 100 weibliche Personen kamen 90,1 männliche Personen. Auf 100 Frauen im Alter von 18 Jahren oder darüber kamen statistisch 86,5 Männer.
Das jährliche Durchschnittseinkommen eines Haushalts betrug 33.359 USD, das Durchschnittseinkommen der Familien betrug 36.548 USD. Männer hatten ein Durchschnittseinkommen von 31.855 USD, Frauen 23.125 USD. Das Prokopfeinkommen betrug 15.744 USD. 11,9 % der Familien und 14,7 % der Bevölkerung lebten unterhalb der Armutsgrenze (inklusive 18,6 % der Kinder und 10,8 % der über 65-Jährigen).

## Belege
- geografische Daten laut Geographic Names Information System:[2]
- demografische Daten laut Federal Information Processing Standard:[3]